# 阿卜杜拉·拉马丹
阿卜杜拉·拉马丹（英語：Abdullah Ramadan Bakheet Soliman Bakheet，阿拉伯语：‎，1998年3月7日—），是一名出生于埃及的阿联酋职业足球运动员，司职中场。现效力于阿聯酋阿拉伯海灣聯賽球会艾查捷拉，也代表阿拉伯聯合大公國國家足球隊。